# 彭善
彭善（1903年3月5日—2000年2月14日），字楚珩，中華民國國民革命軍陸軍中將，湖北省武汉市黄陂区横店街百花村彭郁湾人，黃埔軍校第一期畢業，1937年震驚中外的中日淞滬會戰任11師師長（名將胡璉時任11師團長，為彭之部屬），師部力守軍事據點羅店數度擊退日軍，1939年5月升任第18军中将军长，1947年因六一慘案被撤職，後居台灣台北市，曾居住美國，2000年在台北市病逝，享年99歲。

## 家庭
女兒彭啟鈺，嫁給反共義士范園焱。